# 條紋裂齒脂鯉
條紋裂齒脂鯉，為輻鰭魚綱脂鯉目脂鯉亞目上口脂鯉科的其中一個種，分布於南美洲亞馬遜河及圭亞那沿岸淡水流域，體長可達40公分，棲息在植被生長茂盛的水域，成群活動，以植物為食，生活習性不明，可做為食用魚及觀賞魚。